# Горенко, Андрей Антонович
Андре́й Анто́нович Го́ренко (13 [25] января 1848 — 25 августа [7 сентября] 1915) — капитан 2-го ранга в отставке. Отец поэтессы Анны Ахматовой.

## Персона
Инженер-механик Андрей Антонович Горенко в 1887 году уволился из военно-морского флота с чином капитана 2-го ранга и жил с семьей в Одессе. В 1890 году он поступил на гражданскую службу в Государственный контроль; в 1896 году — помощник генерал-контролера Департамента гражданской отчетности в Главном управлении торгового мореплавания и портов. В 1905 году вышел в отставку в чине статского советника.
Был преподавателем юнкерских классов в Николаеве. Сотрудничал с либеральной газетой «Николаевский вестник». Затем — преподаватель Морского училища в Петербурге.
Умер 25 августа (7 сентября) 1915 года. Похоронен на Волковском православном кладбище на Дровяных мостках (ныне территории музея «Литераторские мостки»). В конце 1930-х надгробие было утрачено.
20 октября 2022 года поставлен кенотаф на Литераторских мостках.

### Семья
Отец — Антон Андреевич Горенко (1818—1891), участник первой обороны Севастополя, кавалер орденов Св. Владимира 4-й степени с бантом, Св. Анны 3-й степени с мечами и нескольких медалей, ушёл со службы в чине полковника, и за заслуги перед Отечеством ему разрешили построить дом на престижной Екатерининской улице (ныне улица Ленина, 8).
Первая жена — Мария Васильева.
Дети от первого брака: Николай (род. 17 мая 1875 года) и Антон (род. 7 января 1878 года).
Вторая жена (до 1905) — Инна Эразмовна Стогова, дочь Эразма Стогова (1797—1880).
Дети от второго брака:
- дочь Инна (1885—1906) — была замужем за Сергеем Владимировичем фон Штейном; умерла от туберкулёза.
- сын Андрей (1887—1920) — учился в Сорбонне, был женат на своей двоюродной сестре Марии Александровне Змунчилла, в семье которой Ахматова жила в Киеве, когда оканчивала гимназию, и которой был посвящён цикл «Обман» в первом сборнике Ахматовой. Покончил с собой.
- дочь Анна (1889—1966)
- дочь Ирина (Рика) (1892—1896) — умерла от туберкулёза.
- дочь Ия (1894—1922) — жила с матерью в Севастополе, умерла от туберкулёза.
- сын Виктор (1896 — 4.2.1976) — окончил Морской корпус в Петрограде, служил на Черноморском флоте, после революции уехал на Дальний Восток, а затем эмигрировал в США. Умер в Нью-Йорке.

Третья жена — Елена Ивановна Страннолюбская (вдова Александра Страннолюбского).
Внебрачный сын: Леонид Галахов.